# Vittorio Ferri
Vittorio Ferri (1929 – Pisa, 14 luglio 1948) è stato un attivista italiano. Il suo nome è noto per le circostanze della sua uccisione.

## Biografia
Figlio di commercianti, diplomato in ragioneria e studente della Facoltà di Economia e commercio (prima a Firenze, poi a Pisa), Vittorio Ferri aderì nel dopoguerra al nascente Movimento Sociale Italiano. Il 14 luglio del 1948, durante i moti che seguirono l'attentato a Togliatti ad opera di Antonio Pallante, inseguito e circondato da manifestanti, Ferri sparò contro la folla in Piazza dei Cavalieri a Pisa e fu abbattuto da quattro colpi di pistola sparati da ignoti e linciato dalla folla.

## Dinamica dell'omicidio
Nel pomeriggio del 14 luglio del 1948, mentre erano in corso le manifestazioni suscitate dall'attentato a Togliatti, Ferri fu riconosciuto da alcuni giovani manifestanti in via Risorgimento a Pisa; impaurito si allontanò prima a piedi e poi su di una carrozza, diretto verso Borgo Largo. In piazza dei Cavalieri, dove stava per svolgersi un comizio della Camera del Lavoro, la sua carrozza si fermò a causa degli assembramenti e fu circondata da una folla di manifestanti. Ferri, che era armato, sparò sette colpi di pistola (i primi due in aria, gli altri ad altezza d'uomo), contro gli inseguitori ferendone lievemente due, tra cui il bracciante Ferdinando Cazzuola, colpito a una guancia. Raggiunto a sua volta da colpi di rivoltella fu ferito a morte e cadde a terra all'imbocco di via Consoli del Mare.
La folla infierì a quel punto sul corpo di Ferri agonizzante, sputando e prendendolo a calci. Solo mezzora dopo, quando la polizia riuscì a sottrarre il corpo, Ferri fu trasportato in ospedale, dove spirò poco dopo.

## Vicende successive e processo
La morte di Ferri venne ricordata a Pisa negli anni successivi come "un classico linciaggio" politico, senza una ricostruzione esatta del modo in cui si erano svolti gli eventi.
Il processo, per esplicita richiesta dei parenti dell'ucciso, per evitare turbamenti dell'ordine pubblico, iniziò dopo alcuni anni a Firenze.
Per la morte di Ferri, incolpati di concorso in omicidio per avere infierito su un corpo ormai agonizzante, furono condannati Nello Bensi, un operaio che morì prima della fine del processo, e Ivo Senesi, un ex partigiano della "Nevilio Casarosa" iscritto al Pci. La persona che aveva sparato contro Ferri non fu mai identificata.